# Miloš Štádler
Miloš Štádler (10. května 1926 – 2. května 2007) byl český fotbalista, reprezentant Československa.

## Fotbalová kariéra
Za československou reprezentaci odehrál 11. května 1952 utkání s Rumunskem, které skončilo prohrou 1:3. Hrál za SK Slavia Praha (1951–1961), odehrál 155 ligových zápasů a dal 26 branek.

## Ligová bilance
| Ročník                                    | Zápasy | Góly | Klub                |
| ----------------------------------------- | ------ | ---- | ------------------- |
| Mistrovství československé republiky 1951 | -      | 5    | Dynamo Slavia Praha |
| Přebor československé republiky 1953      | -      | 0    | Dynamo Praha        |
| Přebor československé republiky 1954      | -      | 4    | Dynamo Praha        |
| Přebor československé republiky 1955      | -      | 2    | Dynamo Praha        |
| 1. československá fotbalová liga 1956     | -      | 2    | Dynamo Praha        |
| 1. československá fotbalová liga 1957/58  | -      | 2    | Dynamo Praha        |
| 1. československá fotbalová liga 1958/59  | -      | 4    | Dynamo Praha        |
| 1. československá fotbalová liga 1959/60  | -      | 4    | Dynamo Praha        |
| 1. československá fotbalová liga 1960/61  | -      | 1    | Dynamo Praha        |
| CELKEM                                    | 155    | 28   |                     |

## Trenérská kariéra
- 1962/63 – Dynamo Praha